# Primera División de Bolivia 1975
El Campeonato Nacional de 1975 fue el 17.º torneo nacional de Primera División en Bolivia que organizó la Federación Boliviana de Fútbol. El campeón Nacional fue Guabirá por primera vez en su historia. Fue también el torneo que mayor cantidad de clubes participaron.

## Formato
El campeonato fue jugado entre agosto de 1975 y diciembre de 1975. El campeonato consistió en dos Fases: Una fase de grupos y una fase final. Un club recibe 2 puntos por partido ganado, 1 punto por partido empatado y 0 puntos por partido perdido.
Fase de Grupos
Los 6 campeones, los 6 subcampeones y los 6 terceros de seis departamentos de Bolivia fueron distribuidos en 3 series de 6 equipos.
Los clubes de cada serie compiten todos contra todos en dos vueltas (local y visitante), jugando un total de 10 partidos cada uno.
Fase Final
El ganador del Campeonato Nacional anterior (1974), los 2 primeros de las series A y B y el mejor de la serie C, compiten todos contra todos en dos vueltas (local y visitante), jugando un total de 10 partidos cada uno.
El Campeón y el subcampeón del torneo clasifican a la Copa Libertadores 1976.

## Equipos y estadios
Participan los campeones, subcampeones y terceros de las Asociaciones de Fútbol de Chuquisaca, Cochabamba, La Paz, Oruro, Potosí y Santa Cruz. También participa el ganador del Campeonato Nacional anterior (1974: The Strongest).
| Equipo                   | Fundación               | Departamento | Ciudad                  | Estadio           |
| ------------------------ | ----------------------- | ------------ | ----------------------- | ----------------- |
| Policar                  | 26 de enero de 1960     | Chuquisaca   | Sucre                   | Morro de Surapata |
| Independiente Petrolero  | 4 de abril de 1932      | Chuquisaca   | Sucre                   | Olímpico Patria   |
| Fancesa                  |                         | Chuquisaca   | Sucre                   | Olímpico Patria   |
| Tránsito                 |                         | Cochabamba   | Cochabamba              | Félix Capriles    |
| Aurora                   | 27 de mayo de 1935      | Cochabamba   | Cochabamba              | Félix Capriles    |
| Wilstermann              | 24 de noviembre de 1949 | Cochabamba   | Cochabamba              | Félix Capriles    |
| Bolívar                  | 12 de abril de 1925     | La Paz       | La Paz                  | Olímpico La Paz   |
| The Strongest            | 8 de abril de 1908      | La Paz       | La Paz                  | Olímpico La Paz   |
| 31 de Octubre            | 21 de noviembre de 1954 | La Paz       | La Paz                  | Olímpico La Paz   |
| Mariscal Santa Cruz      | 1923                    | La Paz       | La Paz                  | Olímpico La Paz   |
| Miner's Japo             | 21 de diciembre de 1962 | Oruro        | Japo                    |                   |
| San José                 | 19 de marzo de 1942     | Oruro        | Oruro                   | Jesús Bermúdez    |
| 31 de Octubre de Oruro   |                         | Oruro        | Oruro                   | Jesús Bermúdez    |
| Independiente Unificada  | 1 de abril de 1926      | Potosí       | Potosí                  | Potosí            |
| Wilstermann Cooperativas | 12 de abril de 1958     | Potosí       | Potosí                  | Potosí            |
| Universitario de Potosí  |                         | Potosí       | Potosí                  | Potosí            |
| Guabirá                  | 14 de abril de 1962     | Santa Cruz   | Montero                 | Gilberto Parada   |
| Oriente Petrolero        | 5 de noviembre de 1955  | Santa Cruz   | Santa Cruz de la Sierra | Willy Bendeck     |
| Real Santa Cruz          | 3 de mayo de 1962       | Santa Cruz   | Santa Cruz de la Sierra | Willy Bendeck     |

## Fase de grupos

### Serie A
| Pos | Equipo                  | Pts | PJ | G | E | P | GF | GC | Dif |
| --- | ----------------------- | --- | -- | - | - | - | -- | -- | --- |
| 1º  | Guabirá                 | 14  | 10 | 7 | 0 | 3 | 26 | 14 | 12  |
| 2º  | Independiente Unificada | 14  | 10 | 7 | 0 | 3 | 20 | 19 | 1   |
| 3º  | Mariscal Santa Cruz     | 13  | 10 | 5 | 3 | 2 | 23 | 14 | 9   |
| 4º  | Aurora                  | 8   | 10 | 3 | 2 | 5 | 17 | 19 | -2  |
| 5º  | San José                | 7   | 10 | 2 | 3 | 5 | 20 | 24 | -4  |
| 6º  | Independiente Petrolero | 4   | 10 | 1 | 2 | 7 | 11 | 27 | -16 |

|  | Clasificados a Fase final. |

### Serie B
| Pos | Equipo                   | Pts | PJ | G | E | P | GF | GC | Dif |
| --- | ------------------------ | --- | -- | - | - | - | -- | -- | --- |
| 1º  | 31 de Octubre            | 17  | 10 | 8 | 1 | 1 | 20 | 8  | 12  |
| 2º  | Oriente Petrolero        | 14  | 10 | 6 | 2 | 2 | 21 | 8  | 13  |
| 3º  | Wilstermann              | 13  | 10 | 6 | 1 | 3 | 24 | 8  | 16  |
| 4º  | Wilstermann Cooperativas | 7   | 10 | 3 | 1 | 6 | 15 | 18 | 7   |
| 5º  | Club Policar de Sucre    | 5   | 10 | 2 | 1 | 7 | 9  | 27 | -18 |
| 6º  | Miner's Japo             | 4   | 10 | 2 | 0 | 8 | 10 | 30 | -20 |

|  | Clasificados a Fase final. |

### Serie C
| Pos | Equipo                       | Pts | PJ | G | E | P | GF | GC | Dif |
| --- | ---------------------------- | --- | -- | - | - | - | -- | -- | --- |
| 1º  | Bolívar                      | 15  | 10 | 6 | 3 | 1 | 22 | 6  | 16  |
| 2º  | Real Santa Cruz              | 14  | 10 | 6 | 2 | 2 | 21 | 14 | 7   |
| 3º  | 31 de Octubre de Oruro       | 12  | 10 | 5 | 2 | 3 | 17 | 19 | -2  |
| 4º  | Tránsito                     | 10  | 10 | 3 | 4 | 3 | 13 | 9  | 4   |
| 5º  | Fancesa                      | 6   | 10 | 2 | 2 | 6 | 11 | 23 | -12 |
| 6º  | Club Universitario de Potosí | 3   | 10 | 1 | 1 | 8 | 14 | 27 | -13 |

|  | Clasificados a Fase final. |

## Fase final
| Pos | Equipo                  | Pts | PJ | G | E | P | GF | GC | Dif |
| --- | ----------------------- | --- | -- | - | - | - | -- | -- | --- |
| 1º  | Guabirá                 | 14  | 10 | 6 | 2 | 2 | 18 | 12 | 6   |
| 2º  | Bolívar                 | 13  | 10 | 5 | 3 | 2 | 17 | 8  | 9   |
| 3º  | Oriente Petrolero       | 11  | 10 | 4 | 3 | 3 | 14 | 13 | 1   |
| 4º  | The Strongest           | 8   | 10 | 3 | 2 | 5 | 12 | 15 | -3  |
| 5º  | Independiente Unificada | 7   | 10 | 3 | 1 | 6 | 15 | 21 | -6  |
| 6º  | 31 de Octubre           | 7   | 10 | 2 | 3 | 5 | 14 | 21 | -7  |

|  | Campeón. |